# Orquestra Simfònica de Castella i Lleó
L'Orquestra Simfònica de Castella i Lleó (també coneguda per les seves sigles OSCyL) és el conjunt orquestral oficial de la Comunitat castellana i lleonesa. Fou creada per la Junta de Castella i Lleó el 1991 i té la seu des del 2007 al Centre Cultural Miguel Delibes, de la ciutat de Valladolid.
Abans d'aquest any, la OSCyL no tenia cap seu oficial, sinó que feia concerts itinerant per les nou capitals de Castella i Lleó, tenint especial pes la ciutat de Lleó en les temporades de 2003 a 2006.
N'han estat directors titulars Max Bragado-Darman, Alejandro Posada i Lionel Bringuier. Des 2016 l'orquestra compta amb el director britànic Andrew Gourlay com a titular i col·labora amb el mestre israelià Eliahu Inbal com a principal director convidat. A més, en la temporada 2018-2019 ha inclòs a Roberto González-Monges com a principal artista convidat.
Un cop establerta a Valladolid, l'OSCyL ha sortit poques vegades d'aquesta ciutat. Existeix, no obstant això, un programa ofert pel Centre Cultural Miguel Delibes de proximitat amb les ciutats de la Comunitat per facilitar l'accés a l'orquestra regional de tots els habitants.